# Johann Thaddäus Anton Peithner von Lichtenfels

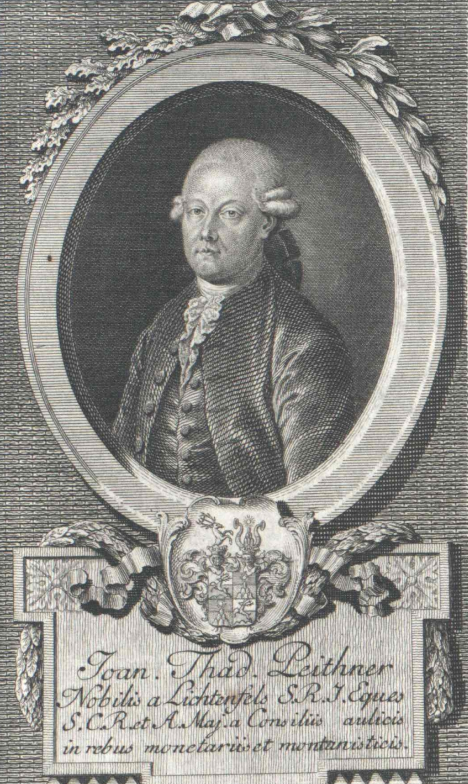
Johann Thaddäus Peithner von Lichtenfels

Johann Thaddäus Anton Peithner, seit 1780 Edler von Lichtenfels, (* 8. April 1727 in Gottesgab; † 22. Juni 1792 in Wien) war ein böhmischer Montan- und Naturwissenschaftler.

## Leben
Peithner stammte aus dem briefadeligen Geschlecht Peithner von Lichtenfels. Die Familie, die sich ursprünglich Peintner nannte, stammte aus Tirol und ließ sich nach dem Dreißigjährigen Krieg in Böhmen nieder. Er war der Sohn des Gottesgaber Bergschreibers und Schichtmeisters Johann Christoph Joseph Peithner und dessen Ehefrau Maria Elisabetha († 16. August 1755). Sein Großvater, der Stadtrichter Johann Christian Peithner der Jüngere, war Lehnträger einer Grube im benachbarten Goldenhöhe. Auch sein älterer Bruder Wenzel (1725–1807) war als Oberbergamtsverwalter in St. Joachimsthal sein Leben lang dem Bergbau verbunden. 
Nach einer Ausbildung im Piaristenkloster Schlackenwerth studierte er Rechtswissenschaften und Philosophie an der Karls-Universität Prag und wurde 1750 promoviert. Dem folgte eine Anstellung als Archivar der höchsten Münz- und Bergmeisters des Königreiches Böhmen. 1762 unterbreitete der Registrator der Kaiserin Maria Theresia seine Gedanken zur Schaffung einer Bergakademie in Böhmen. An der Juristischen Fakultät der Karlsuniversität wurde ein Lehrstuhl der Academia metallurgica eingerichtet, auf den Peithner seine Berufung erhielt. Für seine Vorlesungen, die am 1. November 1763 begannen, waren 27 Studenten immatrikuliert. Die Academia metallurgica war der erste montanwissenschaftliche Lehrstuhl überhaupt und die Studienzeit betrug drei Jahre. Mit der 1770 erfolgten Errichtung der Bergakademie im ungarischen Schemnitz, die von Maria Theresia als eigenständige Einrichtung begründet worden war, entwickelte sich diese recht bald zum Zentrum der montanistischen Bildung in der Monarchie. 1772 folgte Peithner dem Ruf aus Schemnitz und übernahm den Lehrstuhl für Bergbaukunde; damit wurde gleichzeitig die Ausbildung von Montanwissenschaftlern in Prag beendet, an der zuletzt 94 Studenten eingeschrieben waren. Peithner, der 1776 den Titel eines k.k. Hofrates verliehen bekommen hatte, gab ein Jahr später seine Lehrtätigkeit auf und übernahm das Referendariat für Münz- und Bergwesen an der Hofkammer zu Wien. Im Jahre 1780 wurde ihm gemeinsam mit seinem Bruder Wenzel das Adelsprädikat Edler von Lichtenfels verliehen. 1791 wurde Peithner zum Obersten Bergwerksbeamten Österreich-Ungarns ernannt.
Peithner war Autor zahlreicher mineralogischer, metallurgischer und montanwissenschaftlicher Schriften. Sein Hauptwerk ist die 1780 erschienene Geschichtsbeschreibung der Bergwerke Böhmens und Mährens.

## Familie
Thaddäus Peithner vermählte sich 1759 in Prag? mit Maria Anna Zinner. Es sind folgende Kinder bekannt:
- Josephus Joannes Nepomucenus Aloysius (get. 28. Mai 1758 in Prag Maria Teyn)
- Maria Petronilla Ludmilla (get. 29. Juni 1759 in Prag Maria Teyn)
- Francisca Ludmilla Eleonora (get. 12. Oktober 1761 in Prag Maria Teyn)
- Joannes Nepomucenus Thaddaeus Antonius (get. 18. Januar 1764 in Prag Maria Teyn; † 27. Februar 1829 in Wien); 1.⚭ 22. April 1789 in Wien St. Stephan Maria Anna Wagener; 2.⚭ 25. Juli 1794 in Wien St. Stephan Maria Anna Geyer von Ehrenberg[2]
- Joannes Nepomucenus Jgnatius Christophorus (get. 27. Juli 1765 in Prag Maria Teyn)

## Publikationen
- Versuch über die natürliche und politische Geschichte der Böhmischen und Mährischen Bergwerke. Wien 1780 (Digitalisat) (Digitalisat)